# Viktor Naar
Viktor Naar (* 1. února 1975) je bývalý český fotbalista.

## Fotbalová kariéra
V české lize hrál za FC Union Cheb. Nastoupil v 1 ligovém utkání.

## Ligová bilance
| Ročník                          | Zápasy | Góly | Klub          |
| ------------------------------- | ------ | ---- | ------------- |
| 1. česká fotbalová liga 1995/96 | 1      | 0    | FC Union Cheb |
| CELKEM 1. česká liga            | 1      | 0    |               |